# Полтава (броненосец)
«Полта́ва» — головной корабль в серии из трёх несколько отличающихся друг от друга броненосцев (в неё входили также «Петропавловск» и «Севастополь»), построенных в конце XIX века для Балтийского флота, но с учётом возможной отправки на Дальний Восток, что и произошло: все три корабля были переведены на Тихий океан и погибли в русско-японской войне. До них на Балтике были построены броненосцы «Пётр Великий», «Император Александр II», «Император Николай I», «Гангут», «Наварин» и «Сисой Великий», а на Чёрном море — три из четырёх кораблей типа «Екатерина II» и одиночный броненосец «Двенадцать Апостолов». Завершалось строительство «Георгия Победоносца» и «Трёх Святителей» . Своё название броненосец получил в честь Полтавской битвы.

## Основные характеристики и описание конструкции

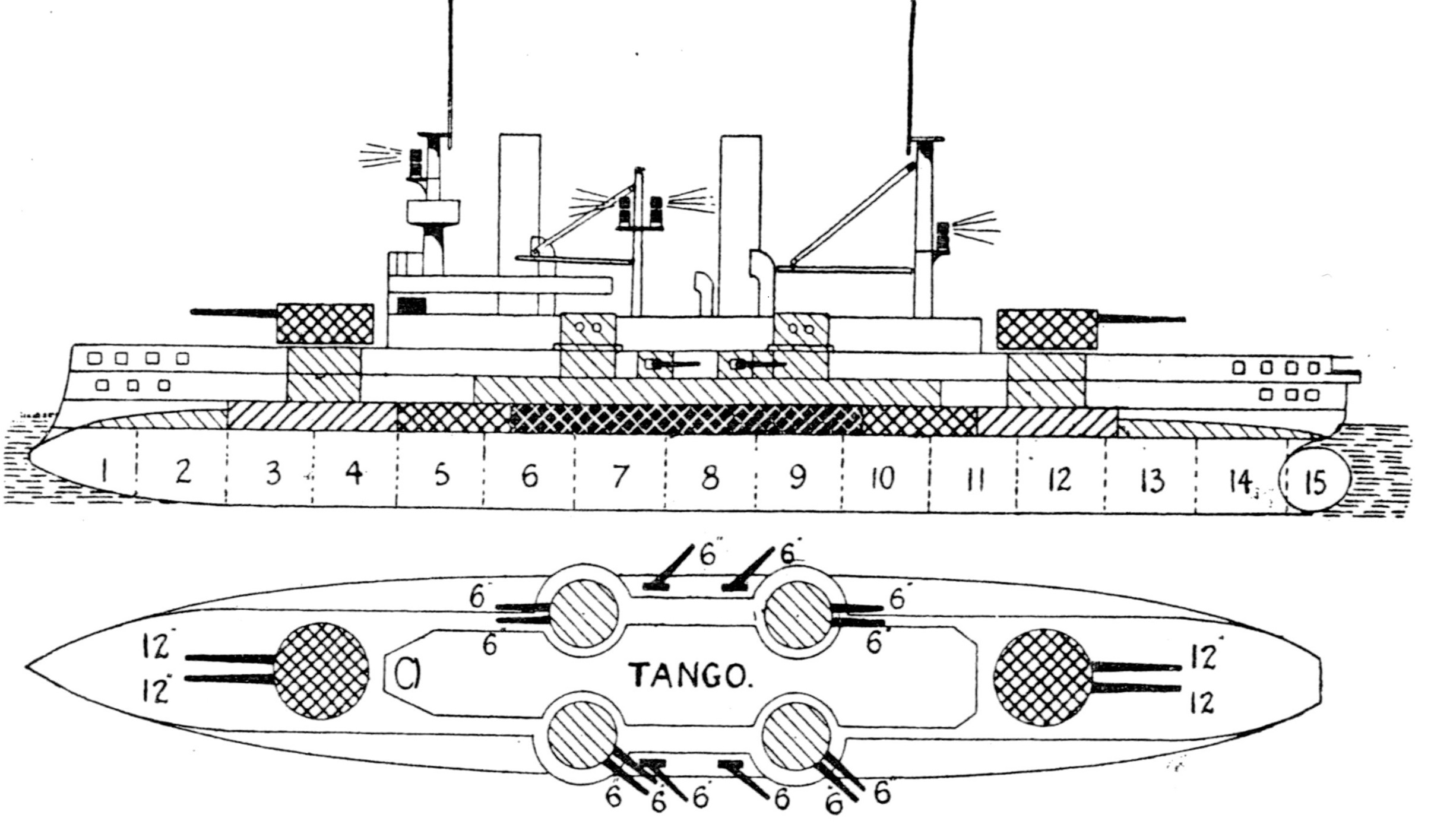
Схема

Водоизмещение нормальное по проекту 10 960 дл.т, реальное 11 500 т.
Размерения: длина между перпендикулярами 108,7 м, по ватерлинии 112,5 м, наибольшая 114,3 м; ширина 21,34 м; осадка носом 7,6 м, кормой 7,9 м, в полном грузу фактическая до 8,6 м.
Бронирование: главный пояс 368—254 мм (у нижней кромки 184—127 мм; крупповская броня), верхний пояс 127 мм (сталеникелевая броня), бронепалуба 51—76 мм (сталеникелевая броня), башни и барбеты главного калибра 254 мм (крупповская или гарвеевская броня), башни и барбеты среднего калибра 127 мм (сталеникелевая броня), рубка 229 мм.
Вооружение: четыре 305/40-мм орудия в двух башнях (по 58 выстрелов на ствол), двенадцать 152/45-мм пушек Канэ (четыре спаренные башенные установки и четыре орудия в батарее; по 200 выстрелов на ствол); двенадцать 47-мм и 28 37-мм пушек Гочкиса; два десантных 63,5-мм орудия Барановского; два 457-мм и четыре 381-мм торпедных аппарата; 50 сфероконических мин.
Мощность машин фактическая без форсировки 11 255 инд.л.с., максимальная скорость 16,5 уз, средняя скорость на испытаниях 16,29 уз. Запас угля нормальный 700 или 900 т, полный 1050, 1200 или 1500 т (данные разнятся); дальность плавания 10-уз ходом при запасе 900 т — 2800 миль, 1200 т — 3750 миль, 15-уз ходом при полном запасе — 1750 миль.
Экипаж: 21—27 офицеров и 605—625 нижних чинов.

## История постройки

### Проектирование и постройка
Броненосцы типа «Полтава» строились в рамках второго этапа 20-летней судостроительной программы, принятой в 1881 году. Корабли строились не против какого-то конкретного противника; лишь позднее, в 1898 году, была принята специальная программа «для нужд Дальнего Востока». Вместе с тем уже при разработке технического задания учитывалась возможность перевода новых броненосцев на Тихий океан, хотя их главным противником считался германский флот.
В качестве прототипа был выбран броненосец «Император Николай I» как обладавший достаточной мореходностью и дальностью плавания. Проектное водоизмещение составляло 10 960 т, дальность плавания — 5600 миль при запасе угля в 1320 т. За счёт увеличения водоизмещения планировалось не только увеличить дальность плавания, но и установить на корме вторую башню с двумя 305-мм орудиями: подобная схема расположения главного калибра уже стала стандартом де-факто, хотя в русском флоте ей соответствовали только «Наварин» и «Двенадцать Апостолов» (формально предшествовавший «полтавам» броненосец «Сисой Великий» фактически был их ровесником). Средний калибр, представленный на «Императоре Николае I» четырьмя 229-мм и восемью 152-мм орудиями, установленными в батарее, было решено заменить на восемь 203-мм орудий в четырёх барбетных установках на верхней палубе: как показала практика, из располагавшихся ближе к воде батарейных пушек, особенно расположенных в носу, можно было стрелять только в тихую погоду. Противоминная батарея включала десять 47-мм и восемь 37-мм орудий (последние располагались на марсе), а также шесть торпедных аппаратов калибра 381 мм и 30 сфероконических мин заграждения. Бронезащита должна была состоять из полного пояса по ватерлинии (как на «Николае I»; на «Наварине» из-за ограниченного водоизмещения от полного пояса отказались) толщиной до 406 мм, а также башен главного калибра и барбетных установок для 203-мм пушек. Силовую установку проектировали по образцу черноморского «Георгия Победоносца», на котором было две вертикальные паровые машины тройного расширения по 5300 л.с. и 16 цилиндрических котлов. Проектная скорость достигала 17 уз.
Несколько позже концепцию бронирования пересмотрели. Теперь, по образцу «Наварина» и «Сисоя Великого», оконечности лишались бронепояса, который защищал лишь среднюю часть корабля и замыкался с носа и кормы броневыми траверзами. Над главным поясом теперь возвышался более тонкий верхний, а оконечности защищала лишь карапасная бронепалуба (в пределах главного бронепояса она была плоской и лежала на его верхней кромке). Барбетные установки среднего калибра заменили на полноценные башни. Принятие на вооружение в 1892 г. скорострельных пушек Канэ внесло коррективы в состав вооружения: вместо восьми 203-мм 35-калиберных орудий было решено установить дюжину намного более лёгких шестидюймовок с длиной ствола 45 калибров: восемь в башнях, а ещё четыре — в небронированной батарее между ними. Наконец, в 1893 г. решили вместо 35-калиберных 305-мм орудий использовать новые 40-калиберные.
Корабль был заложен 7 мая 1892 года (здесь и далее даты даны по старому стилю) в присутствии императора Александра III, наследника престола цесаревича Николая Александровича и управляющего Морским ведомством великого князя Алексея Александровича в новом эллинге Нового Адмиралтейства одновременно с двумя своими систершипами, а также с «Сисоем Великим»; фактические же работы на стапеле работы начались ещё в феврале. Строительством руководили корабельные инженеры Н. И. Янковский и И. Е. Леонтьев. Спуск на воду состоялся 25 октября 1894 года, однако достройка надолго затянулась.

### Испытания
Ходовые испытания состоялись только 3 сентября 1898 года, причём на корабле отсутствовала вся артиллерия, кроме пушек главного калибра. Из-за начавшегося шторма провести положенные 12-часовые испытания не удалось: продолжительность ограничили 9-ю часами. Корабль развил максимальный ход в 16,5 уз, а средняя скорость составила 16,29 уз при мощности машин 11 255 инд.л.с. Форсированное дутьё не применялось, поскольку проектная мощность была превышена и без него.
На артиллерийских испытаниях в июне 1900 года после выстрелов из пушек главного калибра усиленными зарядами (170 кг) башни заклинило: из-за слабости переоблегчённой конструкции поворотная платформа осела на барбет. В срочном порядке решили срезать три дюйма верхней части барбетов, а также установить подкрепления. Эти мероприятия удалось выполнить до отправки корабля на Дальний Восток, однако на будущее стрельба залпом полными зарядами в мирное время допускалась лишь в исключительных случаях, хотя на военное время ограничения снимались (заметим, что во время боевых действий башни «полтав» по техническим причинам уже не заклинивало).

## История службы

### Начало войны
Осенью 1900 года «Полтава» ушла на Дальний Восток, обстановка на котором всё обострялась. В Порт-Артур корабль прибыл 30 марта следующего года и в дальнейшем участвовал во всех манёврах и походах. В гонке броненосцев по маршруту Нагасаки — Порт-Артур, состоявшейся 30 сентября — 2 октября 1902 года, броненосец прошёл более 600 миль маршрута без остановок и поломок со средней скоростью 13—14 узлов.
К началу русско-японской войны экипаж «Полтавы», которой командовал капитан 1-го ранга И. П. Успенский, насчитывал 631 человека. При ночном нападении 26—27 января 1904 г. японских эсминцев на русскую эскадру, стоящую на внешнем рейде Порт-Артура, броненосец не пострадал. Наутро лишившаяся двух лучших кораблей русская эскадра вступила в бой с подошедшими главными силами неприятеля, однако последний действовал нерешительно и через 40 минут отошёл. Любопытно, что японцы, несмотря на небольшую дистанцию, не смогли правильно опознать весьма характерные силуэты русских кораблей: согласно рапорту адмирала Того, ночным нападением были выведены из строя «Полтава», «Аскольд» и ещё два крупных корабля. Во время этого боя, согласно рапорту И. П. Успенского, «Полтава» выпустила 12 305-мм и 55 152-мм фугасных снарядов, а сама получила наибольшее число попаданий, причинивших следующие повреждения.
305-мм снаряд под острым углом попал во вторую с кормы плиту верхнего пояса толщиной 127 мм, оставив в ней выбоину размером 38×25 см и глубиной 6 мм. Осколки пробили зарядное отделение торпеды, находящейся в бортовом торпедном аппарате, но взрыва, к счастью, не последовало. 152-мм или 203-мм снаряд ударил по нормали в соседнюю плиту верхнего пояса, но не взорвался. Плита вогнулась и дала сквозную трещину, хотя размер выбоины составил всего 18×13 см при глубине 2 мм; ослабли и два крепёжных болта. Ещё один 305-мм снаряд попал под острым углом в кормовую башню главного калибра и, разорвавшись, оставил выбоину размером 76×76×8 мм. Под амбразуру этой же башни попал 152-мм снаряд. Его осколки влетели внутрь, но не причинили вреда. Имелось ещё три попадания 76-мм снарядов (разрушено три каюты) и одно — малокалиберного (в правый кормовой вентилятор машинного отделения). Имелось также множество осколочных попаданий, оставивших вмятины и пробоины в левом борту и в вентиляторах. Несмотря на такое количество попаданий, на корабле было всего трое раненых.
В этом бою японцы стреляли снарядами с «тугими» взрывателями, которые не всегда срабатывали, а их разрывы не зажигали даже парусиновые чехлы на амбразурах башен. Позже японцы перешли на более совершенные снаряды, взрывавшиеся почти всегда и вызывавшие сильные пожары. Неожиданно большая дистанция боя сделала также бесполезными 75-мм и более мелкие пушки, а также показала бессмысленность нахождения на кораблях шлюпок, которые очень быстро выводились из строя.
После боя русские корабли ещё одну ночь провели на внешнем рейде, после чего надолго ушли во внутреннюю гавань, причём во время входа в неё «Полтава» была слегка повреждена из-за столкновения с «Севастополем».
В ночь на 14 марта паровой катер с «Полтавы» метательной миной потопил один из японских брандеров.
Когда начался демонтаж корабельной артиллерии для усиления защиты Порт-Артура с суши, «Полтава» оборудовала четырёхорудийную 152-мм батарею на Перепелиной горе. Броненосец привлекался и для огневой поддержки войск: например, 26 июня «Полтава» вместе с крейсерами и миноносцами из бухты Тахэ обстреливала батареи и корабли противника.

### Бой в Жёлтом море
10 июня была предпринята попытка прорваться всей эскадрой (шесть броненосцев, один броненосный и четыре бронепалубных крейсера и миноносцы) во Владивосток. Однако, пройдя всего 20 миль и встретив главные силы неприятеля (четыре броненосца, четыре броненосных и восемь бронепалубных крейсеров, не считая устаревших и мелких кораблей), командующий русской эскадрой адмирал В. К. Витгефт повернул обратно. Главной причиной этого он называл отсутствие на русских кораблях значительной части артиллерии среднего и малого калибра, переданных на усиление сухопутной обороны крепости.
Повторный выход, когда значительную часть артиллерии вернули на место, состоялся только 28 июля и привёл к сражению с японским флотом, известным как бой в Жёлтом море. «Полтава» имела полный комплект артиллерии среднего калибра и вместе с «Севастополем» замыкала колонну русских броненосцев.
В ходе первой фазы боя в кормовую часть правого борта «Полтавы» попал 305-мм снаряд, пробивший борт примерно в 1,5 м ниже ватерлинии. Снаряд не разорвался, однако через пробоину было затоплено сухарное отделение, после чего вода начала поступать и в рулевое. Благодаря принятым мерам поступление воды в последнее было остановлено, а крен выправили затоплением небольшого отсека левого борта в носовой части.
Разойдясь с японцами контркурсами, русская эскадра продолжала уходить в море, оставив противника за кормой. Однако последний имел преимущество в скорости и постепенно нагонял русскую колонну. Вражеский 3-й боевой отряд адмирала Дэвы, которому был придан броненосный крейсер «Якумо», попытался поставить отстающие русские корабли — «Севастополь» и «Полтаву» — в два огня, но был отогнан весьма метким русским огнём. Тем не менее, главным силам японцев удалось настигнуть русскую эскадру, и бой возобновился.
Во второй фазе «Полтава» получила довольно серьёзные повреждения. Два 305-мм снаряда взорвались под носовой башней среднего калибра левого борта, хотя башня пострадала не очень сильно (помог находящийся в коридоре уголь). Ещё два крупных снаряда попали в верхнюю палубу между спардеком и башней главного калибра, причинив серьёзные разрушения, убив троих и ранив 15 человек. В корму попало подряд два 305-мм снаряда, разрушивших борт на площади 6,3×2 м (от главного пояса до батарейной палубы); через образовавшуюся пробоину заливало офицерские каюты. Два 305-мм снаряда попали в носовую башню главного калибра, ещё по одному — в спардек и боевую рубку. Были выведены из строя дальномер, два башенных и оба батарейных 152-мм орудия правого борта; потери в людях убитыми и ранеными достигали 30 человек. Но хуже всего оказался шальной осколок, залетевший через светлый люк машинного отделения и угодивший в подшипник левого гребного вала: из-за этого повреждения пришлось ограничить обороты машины и снизить и без того невысокую скорость.
В третьей фазе боя, когда японцы уже нагнали русскую колонну и сосредоточили огонь на флагманских «Цесаревиче» и «Пересвете», «Полтава» пострадала сравнительно слабо. После выхода из строя «Цесаревича» строй русской эскадры развалился, и она легла на обратный курс. Ночью последовали атаки вражеских миноносцев, однако они добились единственного попадания — торпеда угодила в правый борт «Полтавы», но не взорвалась.
Всего в ходе сражения на «Полтаве» было выведено из строя пять 152-мм и восемь 47-мм орудий, погибло 12 человек (в том числе один офицер) и 43 было ранено (3 офицера). Несмотря на довольно серьёзные повреждения, броненосец в целом сохранил боеспособность; угрозы потери плавучести или опрокидывания также не было (во всяком случае, при спокойной погоде). Данных о количестве выпущенных «Полтавой» в этом бою снарядов не имеется.

### В осаждённом Порт-Артуре
Хотя основные повреждения устранили уже через неделю, активных действий эскадра более не предпринимала. С кораблей вновь стали снимать пушки, а экипажи использовать для сухопутной обороны крепости. 7 августа для отражения очередного штурма с «Полтавы» была отправлена десантная рота из 197 человек под командованием мичмана Ренгартена, а также корабельный врач Воробьёв. Сам броненосец, как и другие корабли эскадры, фактически превратился в плавучую батарею. Экипажу «Полтавы» выделили для обороны участок от реки Лунхэ до укрепления № 4, на котором находилось семь батарей в составе одного 152-мм, одного 120-мм, двенадцати 75-мм и 32 мелких пушек, двух пулемётов, трёх прожекторов и 212 человек прислуги. Со 2 по 8 августа «Полтава» выпустила по неприятельским войскам три 305-мм и четырнадцать 152-мм фугастных снарядов, причём 8 августа при выстреле оторвало ствол одной из шестидюймовок. Японцы также обстреливали русские корабли; например, 5 августа в стоявшую в Западном бассейне «Полтаву» попало четыре 120-мм снаряда, ранивших шестерых человек.
Под конец осады корабли всё интенсивнее вели стрельбу по японским позициям главным калибром: фугасных снарядов к шестидюймовкам уже почти не оставалось. За сентябрь-ноябрь «Полтава» выпустила по неприятелю 110 305-мм снарядов.
19 сентября японцы впервые обстреляли гавань из 280-мм мортир. «Полтава» получила два попадания, один из которых сделал подводную пробоину. Осколками было выведено из строя одно 305-мм орудие, которое вскоре заменили на пушку с «Севастополя», с апреля стоявшую на неисправном станке и поэтому бездействовавшую.
К концу ноября японцы захватили господствовавшие над Порт-Артуром высоты и стали прицельно обстреливать стоявшие в гавани русские корабли. Первой погибла «Полтава»: 22 ноября в 13.30 в неё попал 280-мм снаряд, пробивший левый борт, броневую палубу и взорвавшийся в погребе 47-мм снарядов. Возник сильный пожар, раскаливший переборки, а система затопления не действовала, будучи выведенной из строя прошлыми бомбардировками. Попытка потушить огонь шлангами, заливая воду через элеватор подачи снарядов и вентиляционные трубы, оказалась безуспешной: вода быстро вытекала через осколочные пробоины в коридор гребного вала. От высокой температуры около 14 часов произошёл взрыв полузарядов главного калибра (около 2 т пороха), в результате чего были разрушены многие водонепроницаемые переборки и пожарные магистрали, погиб один нижний чин и ещё 10 было ранено (всего на корабле находилось порядка 50 человек). Подошедший на помощь пароход «Силач» вкупе с поступавшей водой смог потушить пожар, но к 14.45 «Полтава» села на грунт, погрузившись почти до верхней палубы. Остатки экипажа приняли участие в последних боях за Порт-Артур. В японский плен из них попали 16 офицеров и 311 нижних чинов.

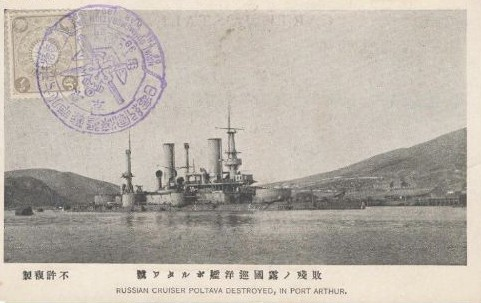
Затонувший броненосец «Полтава»

### В японском флоте
8 июля 1905 года (по новому стилю) японцы подняли «Полтаву», а 21 июля зачислили её в свой флот под названием «Танго»  (яп. 丹後, так называется один из районов древней японской столицы Киото). В 1907 году более-менее отремонтированный корпус без артиллерии и части оборудования отбуксировали на верфь в Майдзуру, где корабль был восстановлен. Перед капитуляцией крепости русские моряки успели подорвать машины, котлы и артиллерийские башни, поэтому объём работ, проделанный на верфи, был весьма большим. Согласно японским данным, были установлены 16 новых котлов системы Миябара (русские отчёты после возвращения корабля в 1916 году по-прежнему говорят о цилиндрических котлах) и кормовой шпиль, заменены повреждённые и отсутствующие орудия, сняты надводные торпедные аппараты, изменены трубы, вентиляционные дефлекторы, мачты. В частности, 305-мм русские орудия были заменены на английские системы Армстронга, хранившиеся в арсеналах в качестве запасных (пушки такого калибра собственного производства японцы начали выпускать примерно в это же время, однако они имели длину ствола уже 45 калибров). Четыре башни среднего калибра были заменены на снятые со сдавшегося броненосца «Орёл»; на главной палубе в носу и по углам спардека на месте прежних 47-мм поставили трофейные 75-мм орудия (всего восемь единиц). Погреба и подачи боеприпасов были переделаны под японские боеприпасы, а 305-мм и 152-мм орудия получили оптические прицелы. Из малокалиберной артиллерии сохранились только четыре 47-мм пушки на крыльях обоих мостиков, предназначенные для производства салютов; добавили также два пулемёта.
В 1909 году «Танго» вошёл в строй как броненосец береговой обороны 1 класса, одновременно служа учебным кораблём для строевых матросов и комендоров. Экипаж был увеличен до 750 человек.

### Вновь под Андреевским флагом
В 1915 году англичане и французы начали Дарданелльскую операцию, пытаясь овладеть одним из черноморских проливов. Россия считала необходимым обеспечить присутствие в составе союзной эскадры своих кораблей, однако взять их было неоткуда. Кроме того, неожиданно большое значение приобрели перевозки войск и грузов между Россией и её союзниками через северные порты Архангельск и Романов (будущий Мурманск), и для защиты северных коммуникаций тоже потребовались корабли. Ничего лучшего, кроме как обратиться к Японии с просьбой о продаже своих же собственных кораблей, доставшихся ей в результате победы в русско-японской войне, придумать не смогли. Японцы согласились отдать за 15,5 млн руб. лишь три выведенных из состава активного флота корабля: «Танго», «Сагами» (бывший «Пересвет») и «Сою» (бывший «Варяг»), прибывшие во Владивосток 21 марта 1916 года.

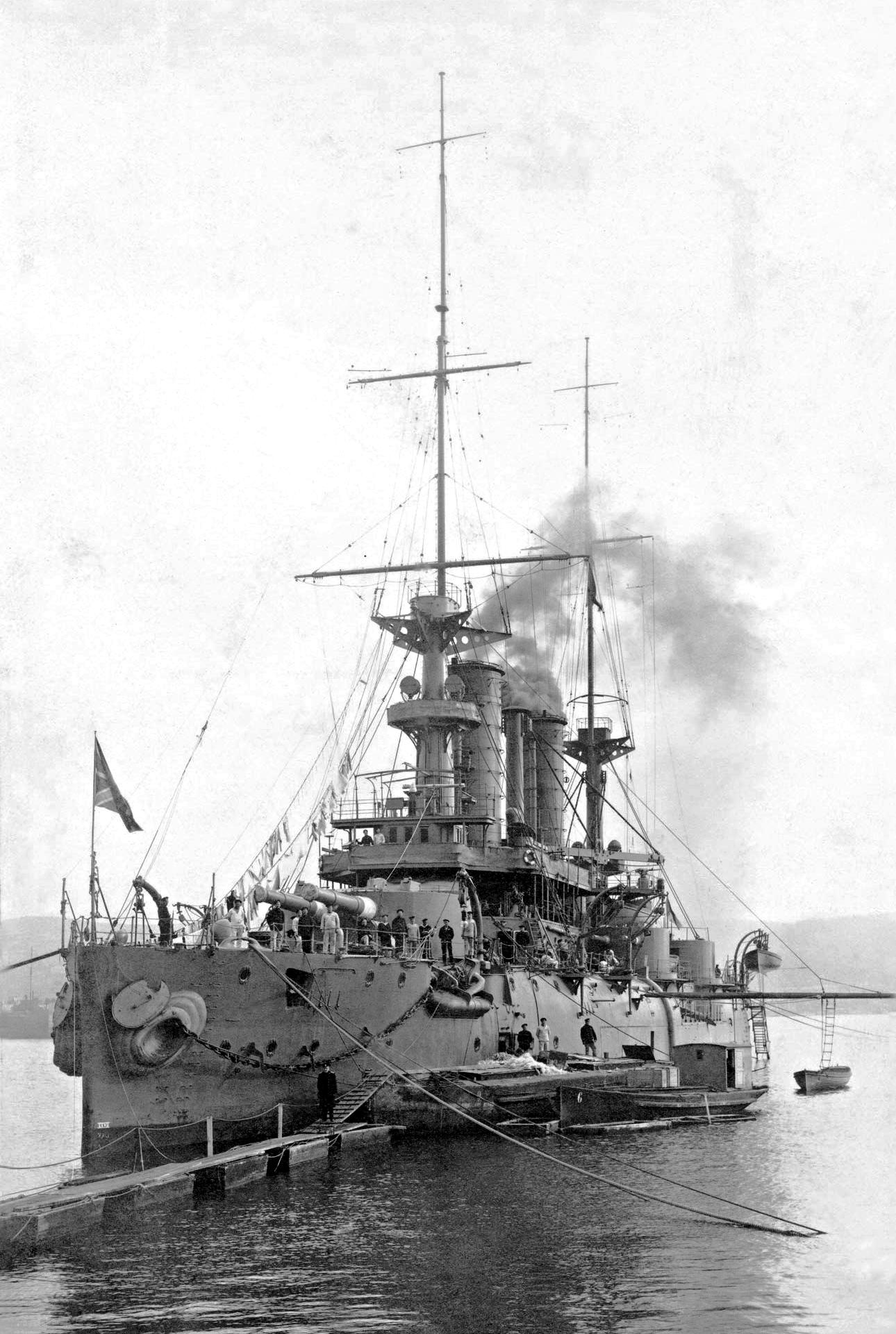
"Чесма" (быв. "Полтава") после покупки у Японии пришла во Владивосток, 1916 год

Последние два получили свои первоначальные названия и зачислены в класс крейсеров, а «Танго» переименовали в «Чесму» и «назначили» линейным кораблём: имя «Полтава» уже носил один из русских дредноутов.
Командиром «Чесмы» назначили капитана 1 ранга В. Н. Черкасова; экипаж укомплектовали моряками Черноморского флота, а сам корабль по традиции зачислили в число гвардейских в честь одноимённого линейного корабля — участника Синопского сражения. Согласно рапорту командира, корабль находился в далеко не лучшем состоянии: «Хотя внешний лоск и наведён, но боевая часть в невероятно запущенном виде. Механизмы также были в ужасном состоянии, всё расхлябано, подшипники задраны и проч. И более 8 узлов идти не рекомендовалось». Тем не менее, уже в мае в первом же походе с необученной командой «Чесма» развила ход 15,5 уз, а командир выражал уверенность, что позже удастся добиться и 16,5 уз.
При ремонте наибольший объём работ был произведён по артиллерийской части. В башнях главного калибра за счёт «переделки зарядника, изменения способа заряжания, установки третьего прицела и среднего поста горизонтальной наводки удалось увеличить скорость стрельбы с 4,5 минут до 1 мин» (по паспорту английская пушка делала один выстрел в 1,3 мин, а прежние 40-калиберные русские орудия — выстрел за 2,5 мин). Переделали и башни среднего калибра, а батарейные шестидюймовки признали непригодными и подлежащими замене при первой возможности. Расстрелянными были и все 75-мм пушки (их заменили японскими 76-мм, взяв по четыре с «Пересвета» и «Варяга»). Установили приборы управления стрельбой, включая телефоны в башнях и переговорные трубы.
Англо-японские 305-мм снаряды весили 386 кг против 331 кг у русских, применявшихся в русско-японскую войну. Кроме того, они содержали значительно больший процент взрывчатого вещества. Правда, последнее признали слишком опасным для перехода через тропики, и снаряды закупили без «начинки», в качестве которой уже во Владивостоке залили тол (по 45 кг); установили и более надёжные русские взрыватели. С японским порохом дальность стрельбы при угле возвышения 15° составила 71 каб. Переход на русский порох позволил бы поднять её до 78—83, но этого делать не стали. Полный боезапас составлял 320 выстрелов (правда, остаётся неясным, где удалось разместить лишние 80 снарядов и зарядов). К 152-мм пушками (только башенным) приняли 1600 русских снарядов образца 1907 года. Дальность стрельбы ими при угле возвышения 20° составляла 63 каб, скорострельность достигала 6 выстр./мин. Экипаж включал 28 офицеров, 15 кондукторов и 780 прочих чинов, то есть примерно на 150 человек больше, чем во время русско-японской войны, хотя количество малокалиберной артиллерии и торпедных аппаратов сократилось.
Из трёх купленных у Японии трофеев сформировали Отдельный отряд судов особого назначения, командовать которым назначили контр-адмирала А. И. Бестужева-Рюмина (флаг на «Пересвете»). «Чесма» 30 мая вышла в море на пробу машин и артиллерии, а 19 июня вместе с «Варягом» отправилась в поход («Пересвет» после аварии на камнях находился в ремонте). Проходя в сутки около 250 миль, корабли упражнялись в артиллерийской стрельбе и совместном маневрировании. Запасы угля пополнялись в Гонконге, Сингапуре, Коломбо и в порту Виктория на Сейшельских о-вах.

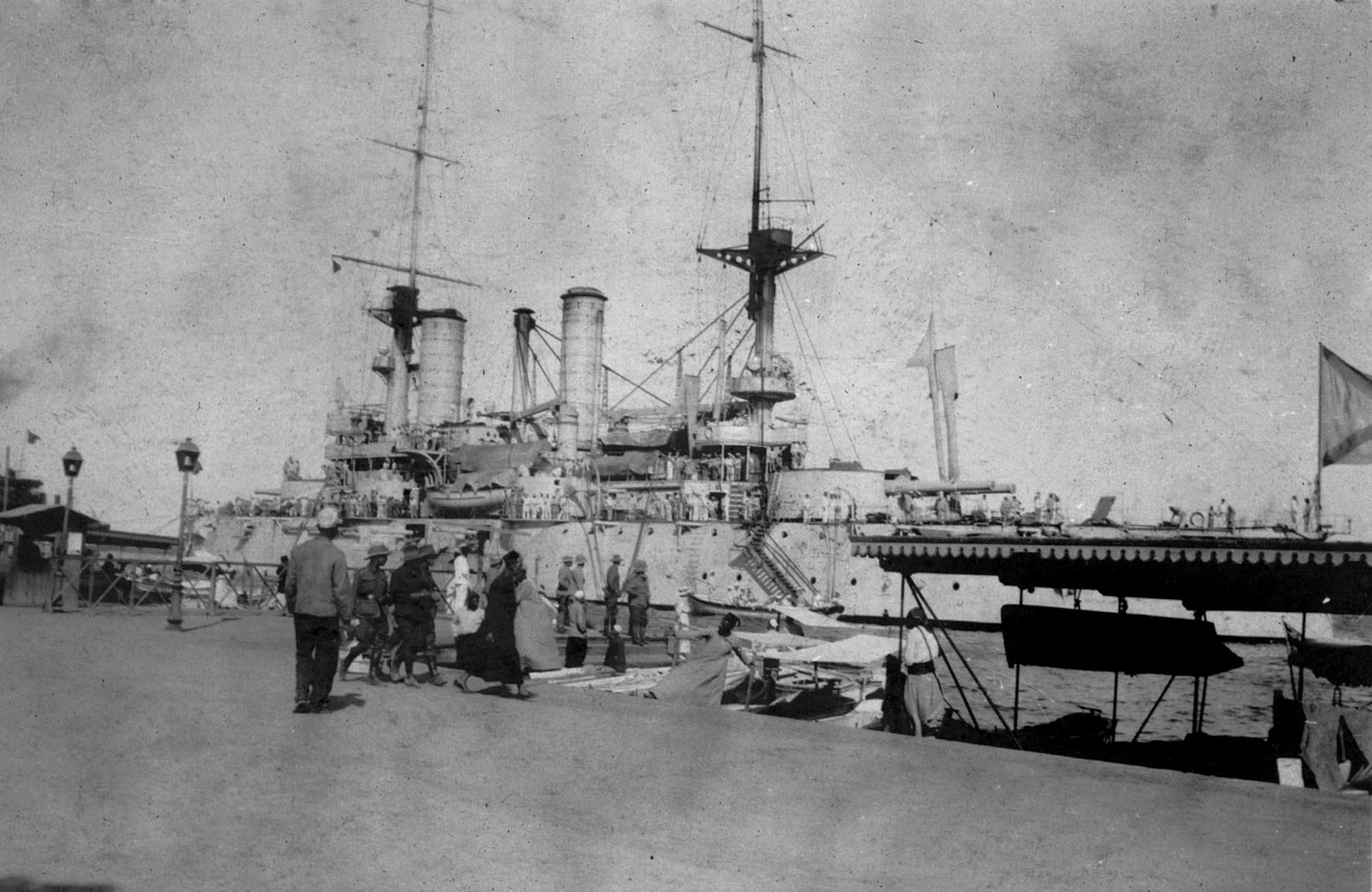
Линейный корабль «Чесма» в Александрии, 1916 год

После прихода в Аден 27 августа корабли перекрасили в защитный цвет и перешли на несение службы по боевому расписанию. 6 сентября они пришли в Порт-Саид, где разделились. «Чесма» пошла в Александрию, чтобы присоединиться к Средиземноморскому флоту союзников, действовавшему в Эгейском море и поддерживающему операции Салоникского фронта. В начале октября Антанта захватила флот формально нейтральной Греции, в которой были довольно сильны прогерманские настроения. «Чесма» играла в этой операции незначительную роль; её присутствие диктовалось исключительно политическими, но никак не военными соображениями. После завершения этой акции корабль отправился в состав флотилии Северного ледовитого океана: на прорыв в Чёрное море или на Балтику шансов не было.

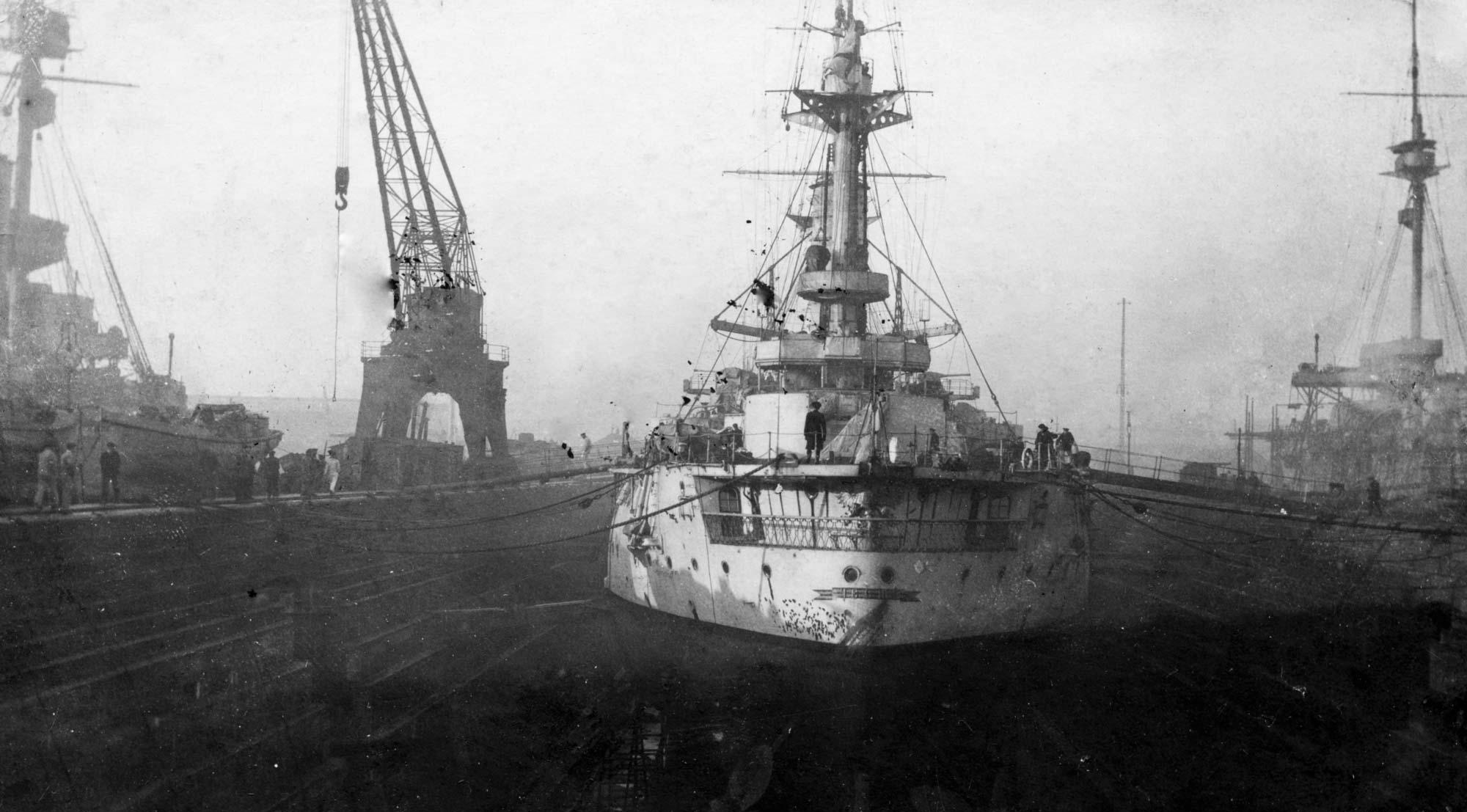
«Чесма» в доке на верфи Кеммелл Лэрд в Биркенхеде, ноябрь 1916 год

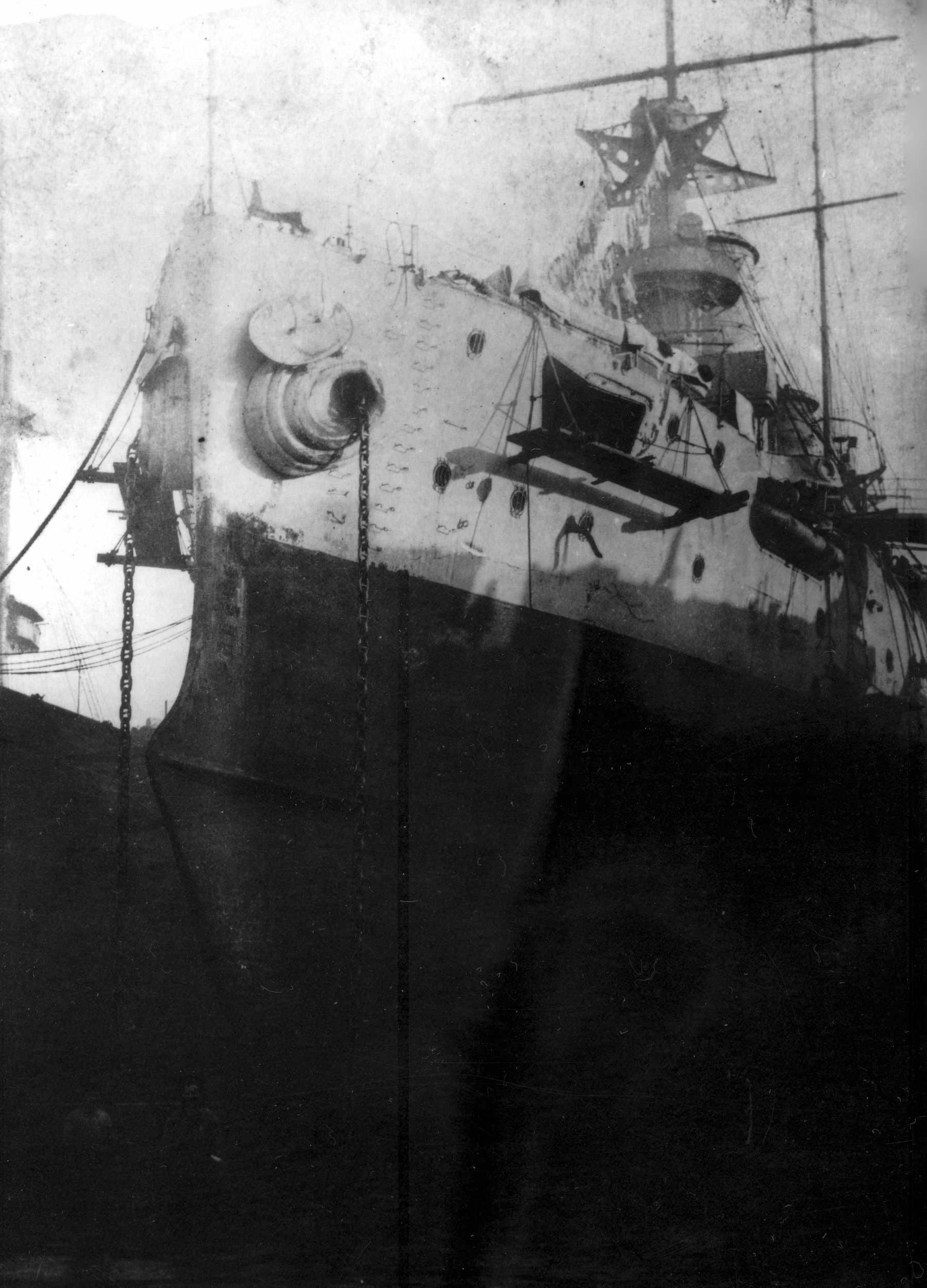
«Чесма» в доке на верфи Кеммелл Лэрд в Биркенхеде, ноябрь 1916 год

По пути в английском Биркенхэде провели докование и ремонт, а в кормовой части спардека и на крыльях навесного мостика установили четыре зенитки. 1 декабря линкор вышел из дока и получил приказ идти в Александровск-на-Мурмане (ныне Полярный), однако Англию покинули только 17 декабря. На переходе удалось развить ход 14 уз, после чего начал нагреваться подшипник правой машины. Простояв в Белфасте до 28 декабря, «Чесма» в одиночку отправилась на север, прибыв в порт Романов 3 января.
В боевых действиях принять участия кораблю не довелось. С него были сняты четыре батарейных шестидюймовки (их установили на береговой батарее), а также четыре 76-мм орудия, которые понадобились для вооружения тральщиков.

### В годы революции и гражданской войны
В октябре 1917 года экипаж линкора перешёл на сторону советской власти, а в марте 1918-го корабль захватили англичане, два года использовавшие его в качестве плавучей тюрьмы. При эвакуации из Архангельска в марте 1920 года «Чесма» была ими брошена, после чего её зачислили в состав Беломорской военной флотилии, хотя это было чисто формальным актом. 16 июня 1921 года корабль сдали на хранение в Архангельский порт, а 3 июня 1924-го — в Отдел фондового имущества для разделки на металл.

## Командиры
- 16.05.1892 — 01.01.1894 — капитан 1-го ранга Бауер, Сальвадор Фёдорович
- 02.04.1895 — 17.11.1897 — капитан 1-го ранга фон Берг, Владимир Рейнгольдович[2]
- 17.11.1897 — 15.03.1899 — капитан 1-го ранга Тикоцкий, Карл Михайлович
- 22.03.1899 — 24.08.1900 — капитан 1-го ранга Невинский, Михаил Генрихович
- 24.08.1900 — хх.хх.1902 — капитан 1-го ранга Озеров, Мануил Васильевич
- 17.06.1902 — хх.хх.1904 — капитан 1-го ранга Успенский, Иван Петрович
- 22.03.1916 — 12.03.1917 — капитан 1-го ранга Черкасов, Василий Нилович
- после 1917 — капитан 1-го ранга Антонов, Владимир Григорьевич
- хх.03.1918 — хх.06.1918 —  Кондратенко, Георгий Феофилактович